# DB 403
DB 403(DB-Baureihe 403)은 도이체 반에서 운영하는 고속철도 차량인 ICE 3의 차량 형식 중 하나이다. 406형, 407형과는 다르게 교류 15 kV 16.7 Hz 구간에서만 운행할 수 있으며, 독일 국내선 및 바젤 SBB역으로만 운행할 수 있다.
8량 편성 길이는 약 200 m이며, 총 50편성이 제작되었다. 2000년 7월부터 영업 운행에 투입되었다. 최대 330 km/h까지 운행 허가를 받았으나 영업 운전에서는 쾰른-라인마인 고속선, 뉘른베르크-잉골슈타트 고속선, 에르푸르트-라이프치히/할레 고속선, 뉘른베르크-에르푸르트 고속선에서 최대 300 km/h로 운행한다. 자갈도상 고속선 구간에서는 차량의 공기역학적 설계로 인한 자갈 비상 문제로 인하여 선로 최고 속도와 무관하게 250 km/h로 영업 최고 속도가 제한된다.
과거 독일연방철도에서 1973년부터 1993년까지 운행했던 ET 403과는 관계가 없다.

## 파생형
403형은 1994년 계약이 체결된 ICE 3의 한 종류로 계획되었다. 1차분은 2000년부터 2001년까지 반입된 37편성, 2차분은 2005년부터 2006년까지 반입된 13편성이며 각각 차대는 기술적 및 내부 사양에서 약간의 차이가 있다.

### 1차분
37편성 ICE 3은 2000년부터 독일 국내선 영업에 투입되었다. 반입 당시에는 1등석은 3량에 걸쳐서 141석이 설치되어 있으며 2등석은 4량 250석이 설치되어 있었다. 2002년에 개수 공사를 통해서 2등석 개수를 증가시키고 1등석 개수를 감소시켰다.

### 2차분
2001년 1월 중순에 ICE 3 추가 편성 반입 계약이 체결되었다. 20억 마르크(약 10억 유로)에 달하는 장거리 차량 현대화 프로그램의 일부로 13편성이 국내선 영업용으로 제작되었다. 제작 총액은 약 5억 마르크이다. 2년 전이었던 1999년에는 도이체 반에서 ICE 3 50편성을 추가로 도입할 예정이었다고 발표했다. 해당 열차는 2004년부터 쾰른-라인마인 고속선에 투입될 예정이었다. 2001년 초까지도 9편성의 최종 생산자가 결정되지 않았으나 2002년부터 반입이 시작되었다.
2005년 가을에는 DB AG에서 제조사 측에 제기한 결함 30가지가 수리되지 않았다고 주장하며 독일 연방철도청에서 영업 허가를 받은 2차분의 인수를 거부했다. 또한 해당 결함이 수리되지 않는다면 향후 프랑스 진입용으로 5편성을 ICE 3M으로의 개수를 진행하지 않겠다고 발표했다. 351편성부터 363편성에 해당하는 2차분은 2005년 11월부터 2006년 초까지 반입되었다. 1차분과 외관은 동일하나 일부 기술적인 사양이 변경되었다.
- 제어 효율성 증가, 가속도 향상
- 선두차에 장착된 에어컨 외관의 공기역학적 개선
- 1차분 차량에서는 1등석과 식당칸 사이 열차 칸에 컴파트먼트형 2등석이 장착되었지만, 2차분 차량에서는 개방형 2등석이 장착되었다. 2등석 정원이 6석 추가되었지만 1등석 정원은 변경되지 않았다.
- 차량 내 열차 번호 글꼴 크기가 확대되었다.

## 기술
제동을 완전히 체결했을 때의 제동중량비율(Bremshundertstel)은 R+WB 제동에서 189, R 제동에서 154이다. 2015년까지 50편성 전체에 ETCS가 장착될 예정이었고, ICE T 70편성까지 포함하여 6000만 유로가 소요될 예정이었다.
실내 내장재 변경 당시에 간이 식당칸(BordBistro)가 식당차(Bordrestaurant)로 업그레이드되었다. 해당 개조는 ICE T의 ETCS 장착 공사의 옵션으로 포함되었다. 이 옵션을 사용하면서 ICE 3 열차에도 내장재 변경과 함께 ETCS가 장착되었다. 전체 편성 개조는 2024년까지 진행될 예정이다.
2017년 1월부터 323편성(샤프하우젠)에 ETCS가 시범 장착되었고, 2017년 7월부터 에르푸르트-라이프치히/할레 고속선에서 ETCS 시험 운행이 진행되었다. 2017년 12월까지 11편성이 ETCS가 추가 장착되어 ICE 15호선과 29호선에 투입되었다. 2017년 12월 뉘른베르크-에르푸르트 고속선 개통 이후 이 노선에서는 ETCS를 사용하여 운행한다.
도이체 반에 의하면 2019년 7월부터 동시에 5편성이 개조로 인하여 영업 운행에서 제외될 예정이다.

## 편성 정보
| 편성 번호 이름                                                                                  | 최초 반입 내장재 개조 (최신 상태)             | 개보수 공사 | 사고 및 특이 사항 비고 |
| ----------------------------------------------------------------------------------------------- | --------------------------------------------- | --- | --- |
| Tz 301 프라이부르크임브라이스가우 (2003년 1월 29일 명명)                                        | 2000년 7월 28일 2022년 11월 22일 (운행 중)    | Wi-Fi 핫스팟(railnet) 장착                                                                                     | |
| Tz 302 한제슈타트 뤼베크 (2004년 2월 명명)                                                      | 2000년 5월 25일 2017년 1월 24일 (운행 중)     | Wi-Fi 핫스팟(railnet) 장착 ETCS 장착                                                                           | 2002년 10월 24일 괴팅겐에서 병결 운행 중이었던 편성(302편성은 뒤쪽)이 연결기 해방 과정에서 50 km/h로 분리되었다. 그 결과 ICE 3 병결 운행이 임시적으로 중단되었다. 2022년 9월 25일에는 ICE 622 열차로 운행하다가 보훔에서 화재가 발생했다. 며칠 후 복구되어 운행을 재개했다. |
| Tz 303 도르트문트 (2002년 11월 28일 명명)                                                       | 2000년 5월 25일 2018년 9월 6일 (운행 중)      | Wi-Fi 핫스팟(railnet) 장착 ETCS 장착                                                                           | |
| Tz 304 뮌헨 (2003년 1월 10일 명명)                                                              | 2000년 10월 24일 2020년 6월 8일 (운행 중)     | Wi-Fi 핫스팟(railnet) 장착 ETCS 장착                                                                           | 2021년 7월 9일부터 LGBT를 상징하는 무지개색 치트라인이 도색되었다. 2021년 12월 크레펠트 오품 공작창에서 일부 칸이 다른 편성으로 분리되면서 치트라인이 일부 끊어졌다. 1등석 객차 403 022와 403 104를 310편성의 손상된 403 010과 403 110과 맞바꾸었다. 그 후 1등석 객차 403 026과 403 110에 다시 치트라인이 도색되어 전부가 연결되었다. |
| Tz 305 바덴바덴 (2003년 11월 5일 명명)                                                          | 2000년 5월 27일 2022년 8월 26일 (영업 중)     | Wi-Fi 핫스팟(railnet) 장착 ETCS 장착                                                                           | |
| Tz 306 뇌르틀링겐 (2021년 6월 28일 명명)                                                        | 2000년 5월 25일 2019년 9월 23일 (운행 중)     | Wi-Fi 핫스팟(railnet) 장착 ETCS 장착                                                                           | 2018년 12월 24일 306편성이 뮌헨 ICE 기지 내에서 ICE T 1177편성과 약 25 km/h로 충돌했다. 그 결과 403 006 선두차가 손상되었고, 326편성도 동시에 손상되면서 2019년 1월 14일에 ICE 3 동력계를 ICE 4 동력계로 대체하는 실험을 진행했다. 2022년 11월 13일 저녁에 화재가 발생했다. 도르트문트 방면 ICE 526 열차로 운행할 예정이었으며, 병결 운행 중이었던 손상되지 않은 다른 편성은 ICE 1000 열차로 계속 운행했다. |
| Tz 307 오버하우젠 (2004년 9월 2일 명명)                                                         | 2000년 5월 27일 (영업 중)                     | Wi-Fi 핫스팟(railnet) 장착                                                                                     | |
| Tz 308 무르나우암슈타펠제 (2015년 6월 27일 명명)                                                | 2000년 6월 9일 2022년 3월 18일 (영업 중)      | Wi-Fi 핫스팟(railnet) 장착 ETCS 장착                                                                           | 2004년 12월 21일 러시아 대통령 블라디미르 푸틴이 독일을 방문했을 때 독일-러시아 특급(Deutschland-Russland-Express)이라는 이름을 달고 함부르크-슐레스비히 구간을 특별 열차로 운행했다. |
| Tz 309 알렌 (2008년 6월 21일 명명)                                                              | 2000년 5월 25일 2019년 12월 12일 (운행 중)    | Wi-Fi 핫스팟(railnet) 장착 ETCS 장착                                                                           | |
| Tz 310 볼프스부르크 (2003년 1월 23일 명명)                                                      | 2000년 5월 27일 2017년 4월 4일 (운행 중)      | Wi-Fi 핫스팟(railnet) 장착 ETCS 장착 403 022-7 차량이 403 010-2로 변경됨 403 104-3 차량이 403 110-0으로 변경됨 | 2008년 7월 9일 뮌헨발 도르트문트행 ICE 518열차로 운행하던 중 오후 4시경 쾰른 중앙역에서 발차하여 호엔촐레른교를 건널 때 탈선했다. 탈선의 원인으로 차축 파괴가 지목되었다. 차축이 탈출한 후 비상 제동을 체결하여 열차가 정지했다. 이 사고로 사상자는 없었으며 탑승하고 있었던 승객은 병결 운행된 양쪽 차량의 끝쪽 출입문으로 내려서 역으로 되돌아왔다. 승객의 증언에 의하면 쾰른에 도달하기 전에 일부 칸에서 심한 소음이 발생했으며, 쾰른에서 발차한 후 1편성의 두 칸이 파괴되었다. 독일 연방철도청에서는 2008년 7월 10일에 6만 km 운행 후 차축 초음파검사를 진행하지 않은 모든 ICE 3 열차의 운행을 중단시켰다. 입환 사고 이후 2021년 11월 9일 뮌헨에서 수리가 진행되었다. 손상된 403 010과 403 110 차량은 2021년 12월 크레펠트 공작창에서 304편성의 403 022 차량과 403 104 차량과 맞바꾸었다. 이로 인하여 403 022 선두차에는 "뮌헨"이라는 이름이 여전히 붙어 있으나, 반대쪽 403 510 선두차에는 "볼프스부르크"가 올바르게 붙어 있다. |
| Tz 311 비스바덴 (2002년 12월 15일 명명)                                                         | 2000년 7월 20일 2022년 4월 22일 (운행 중)     | Wi-Fi 핫스팟(railnet) 장착 ETCS 장착                                                                           | 2008년 4월 5일 0시 35분부터 4시 30분까지 터널 구조 연습용으로 사용되었다. 3션 간격으로 신규 노선에서 연습이 진행된다. - 구조 연습용으로 정차 중인 ICE 3 - 구조 절차에 따라서 승객을 대피시키는 승무원 2015년 9월 6일 뮌헨에서 도르트문트까지 난민을 수송하는 ICE 2908 임시 열차로 운행했다. 311편성과 359편성으로 구성되었다. |
| Tz 312 몬타바우어 (2006년 9월 17일 명명)                                                        | 2000년 5월 27일 2022년 1월 27일 (운행 중)     | Wi-Fi 핫스팟(railnet) 장착 ETCS 장착                                                                           | |
| Tz 313 트로이흐트링겐 (2004년 9월 22일 명명)                                                    | 2000년 7월 25일 2018년 5월 17일 (운행 중)     | Wi-Fi 핫스팟(railnet) 장착 ETCS 장착                                                                           | |
| Tz 314 베르기슈글라트바흐 (2006년 11월 2일 명명)                                                | 2000년 7월 23일 2018년 2월 16일 (운행 중)     | Wi-Fi 핫스팟(railnet) 장착 ETCS 장착 403 019-3과 403 119 차량이 404 014-4와 403 114로 변경됨                   | 쾰른 니페스 ICE 기지 개업을 기념하기 위하여 314편성 선두차에는 녹색, 더 녹색, ICE 기지(Grün, grüner, ICE-Werk)라는 문구와 녹색 치트라인이 도색되었다. 2019년 5월 12일부터 작은 ICE(der kleine ICE)라는 특별 도색이 되었으나 이후에 제거되었다. |
| Tz 315g 징겐(호엔트빌) (2008년 6월 7일 명명)                                                    | 2000년 8월 24일 2018년 4월 18일 (운행 중)     | Wi-Fi 핫스팟(railnet) 장착 ETCS 장착                                                                           | |
| Tz 316 지크부르크 (2003년 7월 22일 명명)                                                        | 2000년 7월 25일 2020년 2월 21일 (운행 중)     | Wi-Fi 핫스팟(railnet) 장착 ETCS 장착                                                                           | |
| Tz 317g 레클링하우젠 (2003년 7월 15일 명명)                                                     | 2000년 7월 20일 2022년 12월 21일 (운행 중)    | Wi-Fi 핫스팟(railnet) 장착 ETCS 장착                                                                           | |
| Tz 318g 뮌스터(베스트팔렌) (2003년 7월 10일 명명)                                               | 2000년 7월 28일 2017년 11월 24일 (운행 중)    | Wi-Fi 핫스팟(railnet) 장착 ETCS 장착                                                                           | 2011년 8월 24일 도르트문트에서 카셀 방면으로 운행했던 ICE 1223 열차가 리프슈타트 일대에서 160 km/h로 철도 건널목에 있었던 트랙터와 충돌했다. 열차에 탑승한 승객 중에는 프란츠 뮌터페링이 있었다. |
| Tz 319 뒤스부르크 (명명 8일 Oktober 2003)                                                       | 8일 9월 2000 22일 4월 2020년 (운행 중)        | Wi-Fi 핫스팟(railnet) 장착 ETCS 장착 Wagen 403 014-4 und 403 131 für Wagen 403 019-3 und 403 119               | |
| Tz 320 바일암라인 (2016년 5월 29일 명명)                                                        | 2000년 9월 11일 2018년 6월 29일 (운행 중)     | Wi-Fi 핫스팟(railnet) 장착 ETCS 장착                                                                           | |
| Tz 321 크레펠트 (2003년 11월 21일 명명)                                                         | 2000년 9월 11일 2022년 10월 7일 (운행 중)     | Wi-Fi 핫스팟(railnet) 장착                                                                                     | 2004년 4월 1일 ICE 600 열차로 운행하던 321편성이 이슈타인 근처에서 선로를 침범한 트랙터와 충돌하여 탈선했다. 트랙터 운전자는 선로 밖으로 끌어내려고 시도하고 있었으나 중상을 입었다. 열차에서는 2명이 경상을 입었다. ICE 기관사는 충돌 직전에 80 km/h로 운행하고 있었을 때 비상 제동을 체결하여 250 m 안에 멈췄다. 마주 오던 ICE 271 열차(ICE 1)에 의해서 ICE 3의 측면 창문이 파손되었다. ICE 1의 파손은 사고 당시에는 알려지지 않았다. 추가로 부상당한 사람은 없었다. 사고 이후 321편성이 폐차 처리되었고 일부 차량은 다른 편성과 맞바꾸었다가, 다른 편성을 재조합하여 부활했다. |
| Tz 322 졸링겐 (2003년 7월 2일 명명)                                                             | 2000년 9월 8일 2022년 7월 13일 (운행 중)      | Wi-Fi 핫스팟(railnet) 장착 ETCS 장착 403 004-5가 403 002-7로 변경됨                                            | 2015년 12월 8일 새가 팬터그래프와 가공전차선을 손상시킨 후 322편성의 천장부에서 전선 화재가 발생했다. 해당 열차는 ICE 622 열차로 운행 중이었고 프랑크푸르트 공항 장거리역에 진입하기 직전이었다. 소방서 추산 연인원 40명이 출동했고 단시간 내에 화재를 진화했다. 탑승 중인 승객 약 450명은 모두 무사했고 2시간 후에 열차에서 탈출할 수 있었다. |
| Tz 323 샤프하우젠 (2008년 7월 10일 명명)                                                        | 2000년 10월 13일 2016년 10월 14일 (운행 중)   | Wi-Fi 핫스팟(railnet) 장착 ETCS 장착                                                                           | 2010년 4월 17일에 325편성의 빠진 출입문이 ICE 612 열차로 운행 중이었던 323편성의 식당차와 충돌했다. 이 과정에서 파손된 유리로 6명이 부상당했다. 323편성은 ICE 3 내장재 개수와 ETCS 장착 시범 편성으로 선정되었다. |
| Tz 324 퓌르트 (2007년 9월 15일 명명)                                                            | 2001년 5월 4일 2017년 8월 11일 (운행 중)      | Wi-Fi 핫스팟(railnet) 장착 ETCS 장착                                                                           | |
| Tz 325 라벤스부르크 (2004년 4월 15일 명명)                                                      | 2001년 2월 12일 (운행 중)                     | Wi-Fi 핫스팟(railnet) 장착                                                                                     | 2010년 4월 17일 오전 11시 39분 ICE 505 열차로 운행 중이었던 이 편성이 쾰른-라인마인 고속선 상에서 26호차와 27호차 사이의 왼쪽 통로문이 빠져서 마주 오던 ICE 612 열차와 충돌했다. 사고 원인은 출입문 잠금 장치의 너트 체결 불량이었다. 1차분 차량의 출입문 시험을 2주간 거친 후 der ICE-3-Flotte hätten keine weiteren Auffälligkeiten ergeben. 독일 연방철도청에서는 도이체 반에 출입문 잠금 장치를 정기적으로 검수할 것을 권고했다. 이후 출입문 구조가 변경되었다. |
| Tz 326 노인키르헨 (2007년 11월 10일 명명)                                                       | 2001년 2월 5일 2018년 10월 13일 화재로 전소됨 | Wi-Fi 핫스팟(railnet) 장착                                                                                     | 2018년 10월 12일 아침 쾰른-라인마인 고속선을 운행하는 중 디어도르프 일대에서 403 626 차량의 주 변압기에서 화재가 발생했다. 주 변압기 부품 파손으로 인하여 화재가 발생한 것으로 추정된다. 병결 운행으로 뮌헨행 ICE 511 열차로 운행하고 있었다. 403 626 차량은 전소되었으며, 403 526 선두차에도 불이 옮겨붙었다. 그 결과 선로상에서 ICE 열차가 정차했고 승객 510명이 탈출했다. 이 과정에서 5명이 경상을 입었다. 병결 운행 중이었던 앞쪽 차량은 피해를 입지 않았고, 326편성은 운행을 중지했다. 화재 원인 분석 결과 변압기 절연유가 새어 나와서 불이 붙은 것으로 밝혀졌다. 도이체 반에서는 모든 ICE 3 열차의 변압기와 보조 변압기를 검사하고 변압기 검수를 엄격하게 할 것임을 발표했다. ICE 3 4편성은 변압기 절연유가 오염되어 운행을 중단했고, 대응 과정에서 매일 최대 6편성이 운행을 중단해야 했다. 2018년 12월 20일에는 2019년 1월 1일부터 변압기 검수를 거치지 않은 편성의 장대 터널 운행을 금지했다.                               |
| Tz 327 지겐 (2011년 9월 18일 명명)                                                              | 2000년 12월 22일 2018년 1월 23일 (운행 중)    | Wi-Fi 핫스팟(railnet) 장착 ETCS 장착                                                                           | |
| Tz 328 아헨 (2003년 7월 3일 명명)                                                               | 2001년 4월 9일 2017년 3월 10일 (영업 중)      | Wi-Fi 핫스팟(railnet) 장착 ETCS 장착                                                                           | |
| Tz 329                                                                                          | 2001년 3월 21일 2018년 10월 19일 (운행 중)    | Wi-Fi 핫스팟(railnet) 장착 ETCS 장착                                                                           | |
| Tz 330 괴팅겐 (2003년 1월 22일 명명)                                                            | 2001년 3월 21일 (운행 중)                     | Wi-Fi 핫스팟(railnet) 장착                                                                                     | |
| Tz 331 베스터란트/질트 (2004년 2월 20일 명명)                                                   | 2001년 4월 9일 2017년 6월 21일 (운행 중)      | Wi-Fi 핫스팟(railnet) 장착 ETCS 장착                                                                           | |
| Tz 332 아우크스부르크 (2002년 11월 21일 명명)                                                   | 2001년 3월 23일 2020년 7월 3일 (운행 중)      | Wi-Fi 핫스팟(railnet) 장착 ETCS 장착                                                                           | |
| Tz 333 에슬링겐암네카어 (2009년 6월 6일부터 2017년 5월 17일까지) 고슬라어 (2017년 6월 9일 명명) | 2001년 3월 24일 2017년 5월 18일 (운행 중)     | Wi-Fi 핫스팟(railnet) 장착 ETCS 장착                                                                           | |
| Tz 334 오펜부르크 (2003년 11월 22일 명명)                                                       | 2001년 3월 24일 2020년 11월 20일 (운행 중)    | Wi-Fi 핫스팟(railnet) 장착 ETCS 장착                                                                           | |
| Tz 335 콘스탄츠 (2008년 4월 19일 명명)                                                          | 2001년 8월 1일 2017년 9월 20일 (운행 중)      | Wi-Fi 핫스팟(railnet) 장착 ETCS 장착                                                                           | |
| Tz 336 잉골슈타트 (2003년 11월 27일 명명)                                                       | 2001년 8월 3일 2017년 7월 17일 (운행 중)      | Wi-Fi 핫스팟(railnet) 장착 ETCS 장착                                                                           | 2015년 3월에 새로운 1등석 좌석이 시험 장착되었다. 주요 변경 사항으로는 헤드레스트부에 새로운 예약 표시기가 장착되었다. |
| Tz 337g 슈투트가르트 (2002년 11월 19일 명명)                                                    | 2001년 8월 21일 2017년 10월 26일 (운행 중)    | Wi-Fi 핫스팟(railnet) 장착 ETCS 장착                                                                           | |
| Tz 351 헤르포르트 (2006년 5월 17일 명명)                                                        | 2005년 12월 15일 2021년 5월 10일 (운행 중)    | Wi-Fi 핫스팟(railnet) 장착 ETCS 장착                                                                           | 2021년 12월 21일에 만하임 발트호프역에서 화재가 발생했다. 바젤에서 쾰른으로 운행하는 ICE 202 열차를 구성하는 병결 운행 중이었던 편성 중 뒤쪽 차량에서 선두차와 그 다음 차 사이에서 화재가 최초로 발생했다. 화재가 발생한 차량의 승객이 전부 탈출하고 2명이 경상을 입었다. 약 2시간 지연되어 정상 운행되었던 차량으로 나머지 구간을 운행할 수 있었다. 화재 발생 이후 2022년에 영업을 일시 중단했고 354편성의 차량 중 4량과 맞바꾸었다. |
| Tz 352 묀헨글라트바흐 (2011년 3월 29일 명명)                                                    | 2005년 12월 15일 2021년 10월 29일 (운행 중)   | Wi-Fi 핫스팟(railnet) 장착 ETCS 장착                                                                           | |
| Tz 353 노이울름 (2015년 6월 6일 명명)                                                           | 2005년 11월 24일 2020년 10월 7일 (운행 중)    | Wi-Fi 핫스팟(railnet) 장착 ETCS 장착                                                                           | |
| Tz 354 미텐발트 (2015년 9월 26일 명명)                                                          | 2005년 12월 30일 2021년 4월 1일 (운행 중)     | Wi-Fi 핫스팟(railnet) 장착 ETCS 장착 403 051이 403 054로 변경됨                                                | 2022년 9월 8일 카를스루에 중앙역에서 입환 운행 중 탈선했다. 차량은 손상되었으나 부상자는 없었다. 당시 운행 중단 중이었던 351편성과 일부 칸을 맞바꿨다. |
| Tz 355 투틀링겐 (2015년 7월 27일 명명)                                                          | 2005년 11월 24일 2021년 1월 15일 (운행 중)    | Wi-Fi 핫스팟(railnet) 장착 ETCS 장착                                                                           | |
| Tz 356                                                                                          | 2006년 1월 13일 2022년 5월 31일 (운행 중)     | Wi-Fi 핫스팟(railnet) 장착 ETCS 장착                                                                           | 2017년 11월 8일 뮌헨 중앙역에서 운행 중이었던 입환기가 열차와 충돌하여 403 256 차량의 출입문 한 쪽이 파괴되었다. 2018년 12월 8일에 영업 운전을 재개했다. |
| Tz 357 에슬링겐암네카어 (명명 17일 5월 2017)                                                    | 13일 1월 2006년 30일 7월 2021년 (운행 중)     | Wi-Fi 핫스팟(railnet) 장착 ETCS 장착                                                                           | |
| Tz 358 장크트잉베르트 (명명 10일 5월 2008년)                                                    | 27일 1월 2006년 17일 9월 2021년 (운행 중)     | Wi-Fi 핫스팟(railnet) 장착 ETCS 장착                                                                           | |
| Tz 359 레버쿠젠 (2009년 6월 20일 명명)                                                          | 2006년 1월 27일 (운행 중)                     | Wi-Fi 핫스팟(railnet) 장착                                                                                     | 2015년 9월 6일 ICE 2908 특별열차가 뮌헨에서 도르트문트까지 난민을 태우고 운행했다. 311편성과 359편성으로 구성되었다. |
| Tz 360 린츠암라인 (2011년 6월 18일 명명)                                                        | 2006년 2월 10일 2021년 7월 2일 (운행 중)      | Wi-Fi 핫스팟(railnet) 장착 ETCS 장착                                                                           | |
| Tz 361 첼레 (2008년 11월 29일 명명)                                                             | 2006년 2월 10일 2021년 2월 12일 (운행 중)     | Wi-Fi 핫스팟(railnet) 장착 ETCS 장착                                                                           | |
| Tz 362 슈베르테 (루어) (2011년 9월 16일 명명)                                                   | 2006년 2월 24일 (운행 중)                     | Wi-Fi 핫스팟(railnet) 및 로컬 엔터테인먼트 장착                                                                | |
| Tz 363 바일하임인오버바이에른 (2017년 6월 26일 명명)                                            | 2006년 2월 24일 2021년 12월 9일 (운행 중)     | Wi-Fi 핫스팟(railnet) 장착 ETCS 장착                                                                           | |

- 2019년부터 2023년까지는 대부분의 차량 선두차가 녹색 치트라인으로 도색되었고 "독일의 최고속 환경 보호 차량"(Deutschlands schnellster Klimaschützer)이라는 문구가 추가되었다.[40] 2022년 초부터 녹색 치트라인과 환경 보호 문구가 검수 과정에서 일반적인 빨간색 치트라인으로 되돌아갔고, 향후에 다시 도색되지 않았다.

## 참고 문헌
- Michael Krische: ICE – InterCityExpress – ICE 1 · ICE 2 · ICE 3 · ICE TD · ICE T · ICE S, GeraNova Verlag, ISBN 3-7654-7110-0
- Heinz Kurz: InterCityExpress. Die Entwicklung des Hochgeschwindigkeitsverkehrs in Deutschland. EK-Verlag, Freiburg 2009, ISBN 978-3-88255-228-7